# Hans Joachim Schoch
Hans Joachim Schoch (* 9. Juni 1901 in Belkau, Schlesien; † 19. Oktober 1963) war ein deutscher Jurist und Staatsbeamter. Schoch war ein führender Beamter in der Politischen Abteilung des Berliner Polizeipräsidiums in der Spätphase der Weimarer Republik.

## Leben und Tätigkeit
Nach dem Schulbesuch studierte Schoch Rechtswissenschaften. 1925 wurde er an der Universität Breslau mit einer Arbeit über die Anzeigepflicht gemäß § 139 des Strafgesetzbuches zum Dr. jur. promoviert. Politisch gehörte Schoch der Sozialdemokratischen Partei an.
Seit Ende der 1920er Jahre war Schoch als leitender Beamter in der Abteilung IA (Politische Polizei) des Berliner Polizeipräsidiums beschäftigt. In dieser Stellung war er in den Jahren 1929 bis 1932 führend an der polizeilichen Bekämpfung der damals politisch aufstrebenden NS-Bewegung beteiligt.
Im Geschäftsverteilungsplan der Abteilung I des Berliner Polizeipräsidiums vom Herbst 1931 ist Schoch als Leiter des Dezernats 7 (Organisation, Bestrebungen und Betätigung der NSDAP) mit dem Rang eines Regierungsassessors nachweisbar.
1930 fertigte Schoch zusammen mit dem stellvertretenden Polizeipräsidenten von Berlin Bernhard Weiß und dem Außendienstleiter der Politischen Polizei Johannes Stumm eine Studie über die Frage der Verfassungstreue der NSDAP und ihrer führenden Persönlichkeiten an. Robert Kempner unterstützte sie dabei. Die vier kamen zu dem Ergebnis, dass die Partei eine staatsfeindliche Verbindung sei und Hitler, Goebbels und andere wegen des Verdachts schwerer Verletzungen der Strafbestimmungen sowie der Förderung und Zugehörigkeit zu einer staatsfeindlichen Verbindung verfolgt werden müssten. Diese Denkschrift wurde am 28. August 1930 dem Leipziger Oberreichsanwalt Karl August Werner übermittelt, um ihn zu einer Anklageerhebung zu veranlassen, wozu es jedoch nicht kam.
Im Jahr 1931 wurde Schoch von Rudolf Diels beauftragt, Material für einen Meineids- oder Falscheidsprozess gegen Adolf Hitler zu sammeln.
In der Zeit des Nationalsozialismus stand Schoch auf einer Fahndungsliste des Reichssicherheitshauptamtes. Er emigrierte nach Brasilien.

## Schriften
- Die Anzeigepflicht gemäss ʹ 139 R. St. G.B., insbesondere die zeitlichen Grenzen derselben, 1925. (Dissertation)